# 瀬崎
瀬崎（せざき）は、埼玉県草加市の町名。現行行政地名は瀬崎一丁目から七丁目。住居表示実施地区。郵便番号は340-0022。住居表示実施前は概ね瀬崎町の範囲に該当する。

## 地理
埼玉県の東部地域で草加市南部の沖積平野に位置する。旧谷塚町の領域で、東京都足立区と接する。主に住宅地となっている。足立区との境界付近を毛長川が流れる。また、北部を伝右川が流れる。

## 沿革
もとは江戸期より存在した武蔵国足立郡谷古田領に属する瀬崎村であった。
- はじめは幕府領。以降変遷なし[4]。なお、検地は1695年（元禄8年）に実施。
- 幕末の時点では足立郡に属し、明治初年の『旧高旧領取調帳』の記載によると、幕府領（代官・佐々井半十郎支配所）[5]。
- 1868年（慶応4年）6月19日 - 幕府領が武蔵知県事・山田政則（忍藩士）の管轄となる。
- 1869年（明治2年） 
  - 1月13日 - 武蔵知県事・宮原忠英の管轄区域に大宮県を設置。県庁は東京府馬喰町に置かれる。
  - 9月29日 - 県庁が浦和に置かれ浦和県[5]に改称。
- 1871年（明治4年）11月13日 - 第1次府県統合により埼玉県の管轄となる。
- 1879年（明治12年）3月17日 - 郡区町村編制法により成立した北足立郡に属す。郡役所は浦和宿に設置。
- 1889年（明治22年）4月1日 - 町村制施行に伴ない、下谷塚、中谷塚、上谷塚、東遊馬、瀬崎、柳島、新里、市右衛門新田、彦右衛門新田が合併して谷塚村が成立。瀬崎村は谷塚村の大字瀬崎となる。
- 1921年（大正10年） - 大字瀬崎の一部を大字下谷塚に編入し、大字下谷塚の一部を大字瀬崎に編入する[4]。
- 1940年（昭和15年）11月23日 - 谷塚村が町制施行され、谷塚町の大字となる[4]。
- 1955年（昭和30年）1月1日 - 谷塚町が草加町、新田村と合併して新たな草加町となり、草加町の大字となる。
- 1958年（昭和33年）11月1日 - 市制が施行され、同時に草加町大字瀬崎から瀬崎町に町名変更。
- 2011年（平成23年）7月18日 - 第8次住居表示の実施に伴ない[6]、瀬崎町から瀬崎一丁目〜七丁目に町名変更[7]。

## 世帯数と人口
2017年（平成29年）10月1日現在の世帯数と人口は以下の通りである。
| 丁目       | 世帯数    | 人口     |
| ---------- | --------- | -------- |
| 瀬崎一丁目 | 915世帯   | 1,731人  |
| 瀬崎二丁目 | 1,398世帯 | 3,085人  |
| 瀬崎三丁目 | 1,816世帯 | 3,212人  |
| 瀬崎四丁目 | 583世帯   | 1,231人  |
| 瀬崎五丁目 | 1,019世帯 | 2,274人  |
| 瀬崎六丁目 | 742世帯   | 1,625人  |
| 瀬崎七丁目 | 655世帯   | 1,510人  |
| 計         | 7,128世帯 | 14,668人 |

## 小・中学校の学区
市立小・中学校に通う場合、学区は以下の通りとなる。
| 丁目       | 番地 | 小学校             | 中学校             |
| ---------- | ---- | ------------------ | ------------------ |
| 瀬崎一丁目 | 全域 | 草加市立谷塚小学校 | 草加市立谷塚中学校 |
| 瀬崎二丁目 | 全域 | 草加市立瀬崎小学校 | 草加市立瀬崎中学校 |
| 瀬崎三丁目 | 全域 | 草加市立瀬崎小学校 | 草加市立瀬崎中学校 |
| 瀬崎四丁目 | 全域 | 草加市立瀬崎小学校 | 草加市立瀬崎中学校 |
| 瀬崎五丁目 | 全域 | 草加市立瀬崎小学校 | 草加市立瀬崎中学校 |
| 瀬崎六丁目 | 全域 | 草加市立瀬崎小学校 | 草加市立瀬崎中学校 |
| 瀬崎七丁目 | 全域 | 草加市立瀬崎小学校 | 草加市立瀬崎中学校 |

## 交通

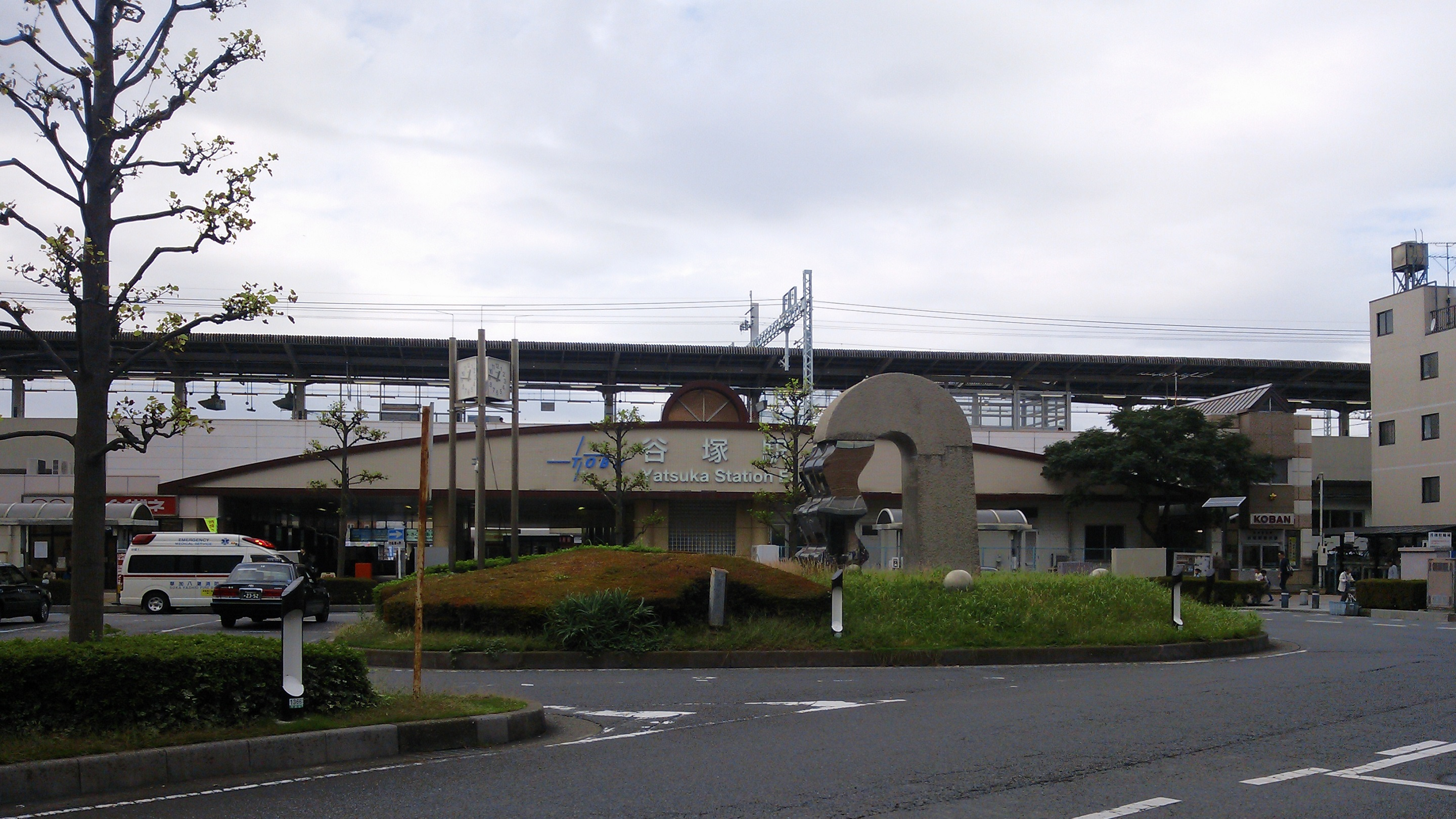
谷塚地区の中心となる谷塚駅

### 鉄道
瀬崎には鉄道駅は存在しないが、すぐ西側に東武鉄道谷塚駅があり、瀬崎を含む旧谷塚町地域の足となっている。

### 道路
- 東京都道・埼玉県道49号足立越谷線（日光街道）
- 千葉県道・東京都道・埼玉県道54号松戸草加線
- 埼玉県道・東京都道104号川口草加線
- 埼玉県道401号谷塚停車場線
- 記念体育館通り

## 地域

### 公園
- 瀬崎浅間公園
- 瀬崎氷川公園
- 瀬崎角田公園
- 瀬崎山王公園
- 瀬崎新田公園
- 瀬崎蒲原公園
- 瀬崎グランド
- 瀬崎第2公園
- 瀬崎第4公園
- 瀬崎第5公園
- 瀬崎第6公園
- 瀬崎町ちびっ子広場

### 寺社
- 浄土宗西往寺
- 新義真言宗善福寺
- 瀬崎浅間神社（富士浅間神社）
- 小御嶽神社（瀬崎の富士塚）

### 施設
- 草加市スポーツ健康都市記念体育館
- 草加市瀬崎コミュニティセンター
- 草加市立瀬崎中学校
- 草加市立瀬崎小学校
- 谷塚幼稚園
- 草加あおぞら保育園
- 草加市立せざき保育園
- 谷塚斎場
- 谷塚コリーナ
- 東日本銀行草加支店
- 東京ガス草加整圧所・ガバナステーション
- 草加有沢ボクシングジム